# 간선도로

온타리오 하이웨이 401.

간선도로(幹線道路, 영어: arterial road) 또는 공로(公路)는 도로망의 기준이나 원줄기가 되는 주요 도로이다. 인체의 혈관에 비유하면, 동맥에 해당한다. 각국은 국가별로 기준이 되는 간선도로망을 갖추고 있으며, 여러 나라를 연결하는 국제 간선도로망도 구축되어 있거나, 구축되고 있다.

## 대한민국의 간선도로
- 고속도로
- 국도
- 특별시도
- 광역시도
- 지방도

## 일본의 간선도로
국토교통성 소관
- 일본의 고속도로
- 일본의 일반 국도
- 도도부현도·주요 지방도
- 시정촌도

농림수산성 소관
- 농도
- 임도

## 중국의 간선도로
- 중화인민공화국의 고속도로
- 중화인민공화국의 일반 국도
- 홍콩의 간선도로

## 미국의 간선도로
- 미국의 일반 국도
- 주간고속도로
- 주도

## 베트남의 간선도로
- 베트남의 고속도로

## 말레이시아의 간선도로
- 말레이시아의 연방 도로

## 국제 협정을 맺은 간선도로
- 아시안 하이웨이
- 유럽 고속도로